# Железниця (річка)
Железніца (словац. Železnica) — річка в Словаччині; права притока Хотини. Протікає в окрузі Топольчани.
Довжина — 14.3 км. Витікає в масиві Повазький Іновець  на висоті 780 метрів.
Протікає територією села Прашиці.
Впадає в Хотину на висоті 208 метрів.